# گرمابه بستانک
گرمابه بستانک مربوط به دوره قاجار است و در خرمدشت، داخل شهر جای دارد و این اثر در تاریخ ۲۵ اسفند ۱۳۸۰ با شمارهٔ ثبت ۵۴۸۴ به‌عنوان یکی از آثار ملی ایران به ثبت رسیده است.